# Ꚃ
La Dzwe (Ꚃ ꚃ; cursiva: Ꚃ ꚃ) es una letra del alfabeto cirílico. Se asemeja a una versión más larga de Dze (Ѕ ѕ Ѕ ѕ), pero se derivó de la letra griega ζ.
Fue utilizado en el alfabeto abjasio donde representaba la africada alveopalatal sonora labializada /d͡ʑw/. Fue reemplazada por el dígrafo Ӡә.

## Códigos de computación
| Carácter      | Ꚃ                             | Ꚃ                             | ꚃ                             | ꚃ                             |
| ------------- | ----------------------------- | ----------------------------- | ----------------------------- | ----------------------------- |
| Unicode       | LETRA MAYÚSCULA CIRÍLICA DZWE | LETRA MAYÚSCULA CIRÍLICA DZWE | LETRA MINÚSCUKA CIRÍLICA DZWE | LETRA MINÚSCUKA CIRÍLICA DZWE |
| Codificación  | decimal                       | hex                           | decimal                       | hex                           |
| Unicode       | 42626                         | U+A682                        | 42627                         | U+A683                        |
| UTF-8         | 234 154 130                   | EA 9A 82                      | 234 154 131                   | EA 9A 83                      |
| Ref. numérica | &#42626;                      | &#xA682;                      | &#42627;                      | &#xA683;                      |